# Indian Lake
Indian Lake es un pueblo ubicado en el condado de Cameron en el estado estadounidense de Texas. En el Censo de 2010 tenía una población de 640 habitantes y una densidad poblacional de 992,39 personas por km².

## Geografía
Indian Lake se encuentra ubicado en las coordenadas 26°5′16″N 97°30′11″O / 26.08778, -97.50306. Según la Oficina del Censo de los Estados Unidos, Indian Lake tiene una superficie total de 0.64 km², de la cual 0.49 km² corresponden a tierra firme y (23.69%) 0.15 km² es agua.

## Demografía
Según el censo de 2010, había 640 personas residiendo en Indian Lake. La densidad de población era de 992,39 hab./km². De los 640 habitantes, Indian Lake estaba compuesto por el 83.59% blancos, el 0.47% eran afroamericanos, el 0% eran amerindios, el 0.63% eran asiáticos, el 0% eran isleños del Pacífico, el 14.53% eran de otras razas y el 0.78% pertenecían a dos o más razas. Del total de la población el 64.38% eran hispanos o latinos de cualquier raza.